# 西瀬戸尾道インターチェンジ
西瀬戸尾道インターチェンジ（にしせとおのみちインターチェンジ）は、広島県尾道市にある西瀬戸自動車道（通称：しまなみ海道）のインターチェンジである。西瀬戸自動車道の起点となるICである。

## 概要
1999年（平成11年）以前は高須出入口（仮称）という名称で運用され一般道とのみ接続されていたが、新尾道大橋開通にあわせた改良により国道2号バイパスと直結され、山陽自動車道福山西ICから尾道福山自動車道（国道2号松永道路）経由で西瀬戸自動車道へと、連続走行が可能となり、現在はジャンクションとしての機能も持ち合わせている。
同地点にある国道2号バイパスの出入口は高須ICと呼ばれており、国道2号松永道路と尾道バイパスの接続点でもある。
西瀬戸自動車道を北伸し、尾道JCTに接続する構想もある。

## 道路
- E76 西瀬戸自動車道（1番）

直接接続
- E76 尾道福山自動車道（国道2号松永道路）
- 国道2号尾道バイパス

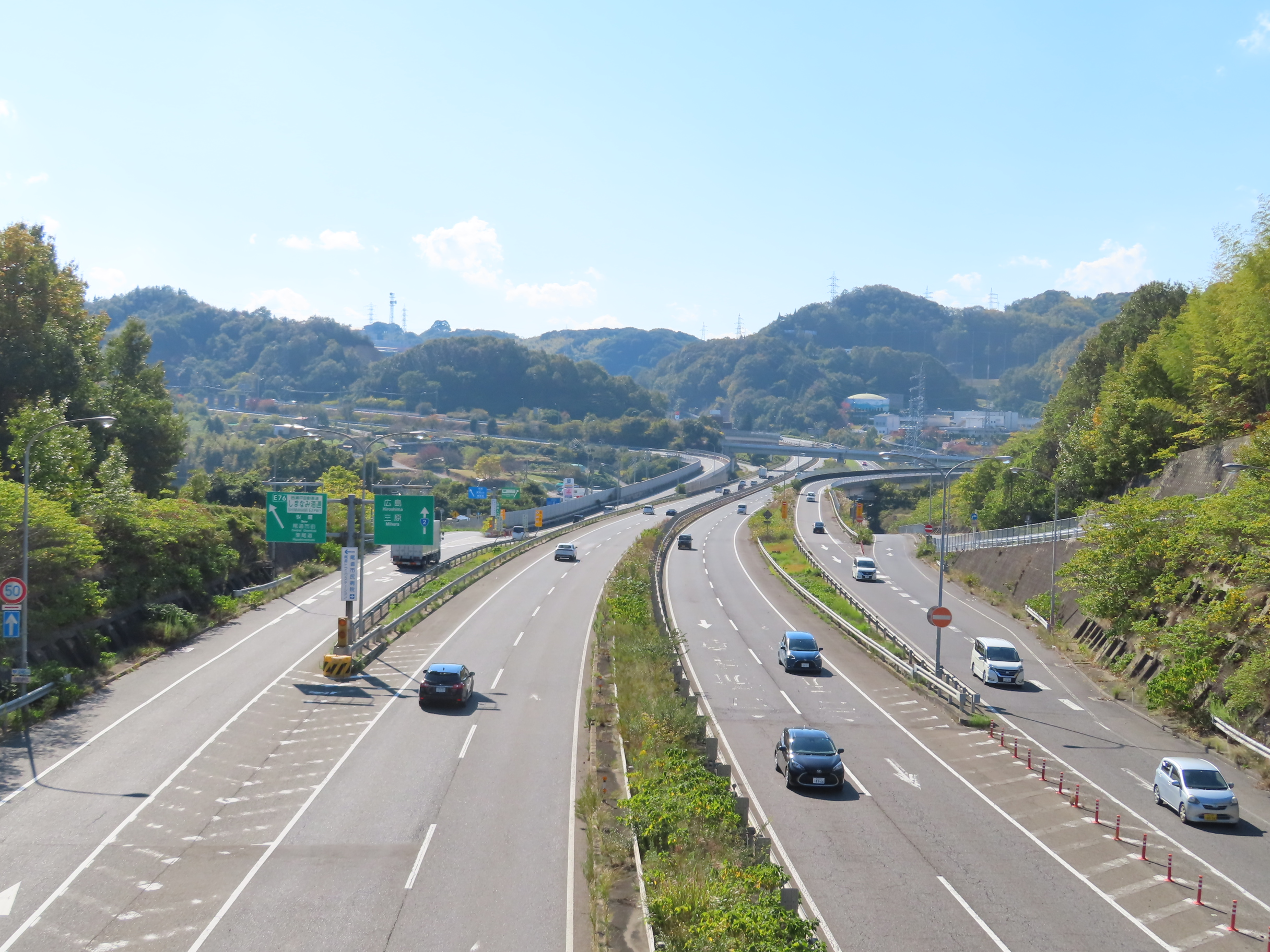
国道2号大阪方面から臨む西瀬戸尾道インターチェンジ
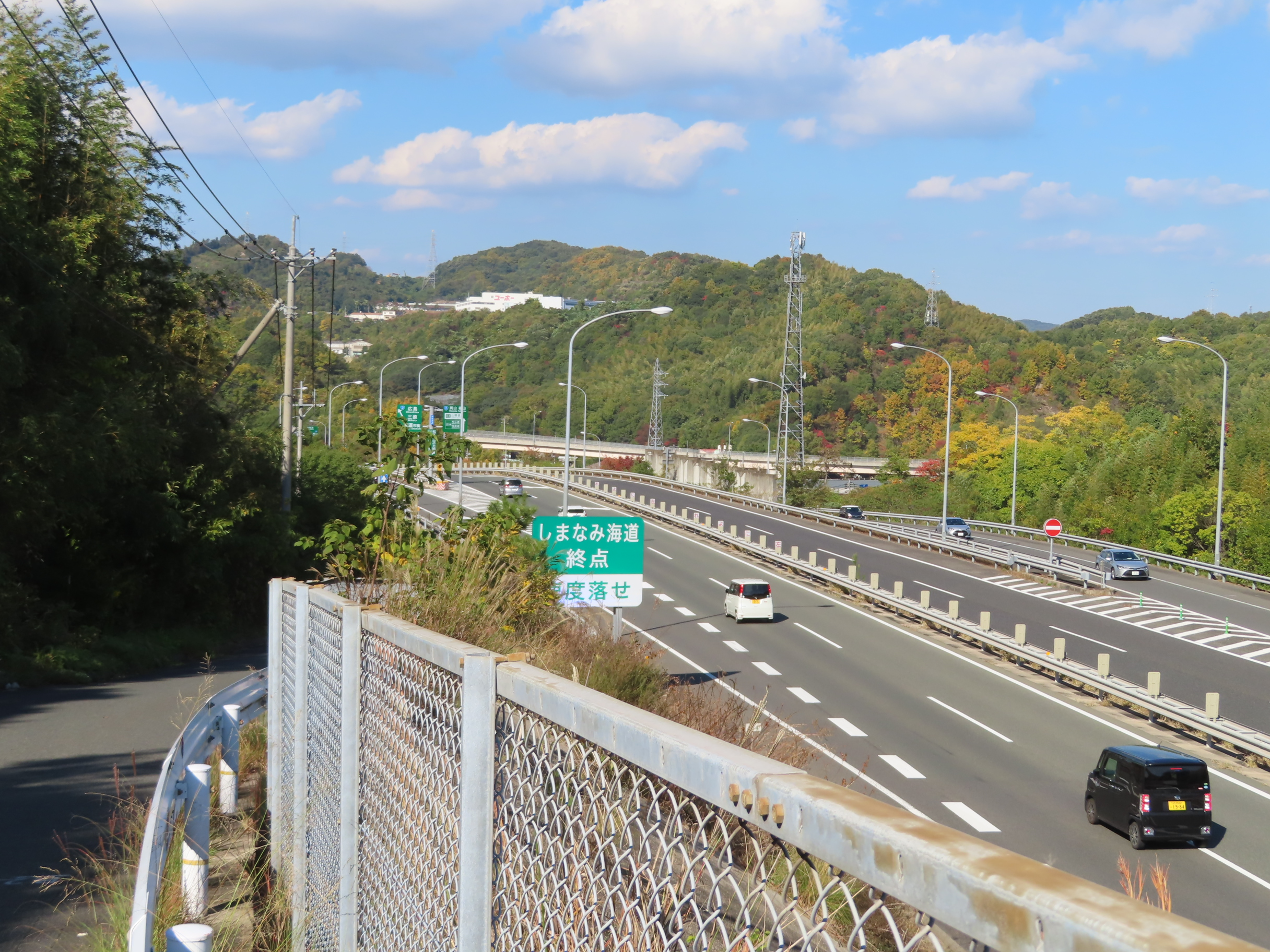
西瀬戸自動車道（しまなみ海道）から臨む西瀬戸尾道インターチェンジ

## 周辺
- 尾道トラックステーション

## 隣
E76 西瀬戸自動車道
(1)西瀬戸尾道IC - (2)尾道大橋出入口
国道2号松永道路
高須IC - 西瀬戸尾道IC